# Orden und Ehrenzeichen. Das Magazin für Freunde der Phaleristik
Orden und Ehrenzeichen, Untertitel: Das Magazin für Freunde der Phaleristik, ist die Mitgliederzeitschrift der Deutschen Gesellschaft für Ordenskunde. Der Titel erscheint seit 1999 mit sechs Ausgaben pro Jahr; der Umfang beträgt 60 Seiten. Hervorgegangen ist er aus OMM (Orden-, Militaria-Magazin).